# ولادیمیر کویش
ولادیمیر کویش (۳۱ مارس ۱۹۳۶– ۱۷ سپتامبر ۲۰۱۷) فوتبالیست سابق اهل جمهوری چک بود.
او برای باشگاه فوتبال بوهمیانس ۱۹۰۵ بازی کرد. او همچنین در تیم چکسلواکی در جام جهانی فوتبال ۱۹۶۲ بازی کرد.